# Szabes goj
Szabes goj (lub szabesgoj; z jid. שבת גוי; hrb. גוי של שבת goj szel szabat, pol. goj szabatowy) – osoba (goj) zatrudniona do wykonywania niezbędnych czynności, które są zakazane wyznawcom judaizmu podczas szabatu. Najczęściej było to ogrzanie pomieszczeń mieszkalnych, podgrzanie pożywienia, zmiana świec w świeczniku lub zapalenie światła.
Szabes gojami byli zwykle ubodzy chrześcijanie za niewielkie wynagrodzenie, służący nie-żydzi bądź chrześcijańscy sąsiedzi. W podaniach ludowych rolę szabes goja miał często pełnić golem. 
Przeciwko korzystaniu z usług szabes gojów protestowali niektórzy rabini, określenie szabesgoj było stosowane także dla określenia nieortodoksyjnych lub nie przestrzegających nakazów religijnych Żydów.